# 小林和泉守
小林 和泉守（こばやし いずみのかみ）は、戦国時代の武将。甲斐国都留郡の国衆・小山田氏の家臣。実名は不明。

## 生涯
同じく船津（富士河口湖町）の土豪であり小山田氏の家老でもあった小林道光の同族とされる。しかし小林姓に関しては船津一帯の有力者の名字として使われていた可能性があり、血縁関係がない可能性もある。大永3年（1523年）に「大原代官和泉」として存在が確認できる。享禄2年（1529年）には小山田信有の実母である「中津森御太方様」が遠江の姉の元を訪問した帰路にて、和泉守の屋敷で一泊している。
天文5年（1536年）2月11日に死去。嫡男の左京助は前年（1535年）8月22日の山中の戦いで討死していたため、家督は刑部左衛門（房実）が継いだ。